# Frank Samson
Pour les articles homonymes, voir Samson (homonymie).
Frank Samson (né le 3 octobre 1967 à Orléans) est un avocat et cryptarque français. De 2005 à 2015, il est considéré comme le sosie officiel de Napoléon Ier lors de reconstitutions historiques.

## Notoriété professionnelle
Après une thèse de doctorat soutenue le 15 septembre 1998 sur La Convention de sauvegarde des droits de l’homme et des libertés fondamentales et l’exercice des pouvoirs publics à l’égard de l’automobiliste ou les droits de l’homme au quotidien,, il s'est spécialisé dans la défense des automobilistes,,,, sujet sur lequel il donne des cours à l'École de formation du barreau,, contribue par des chroniques à La Gazette du Palais,,,,,, et des correspondances à Auto Plus,,,.
Il est titulaire, depuis le 7 mars 2016, du certificat de spécialité en « droit pénal avec la qualification spécifique droit des infractions routières » délivré par le Conseil national des barreaux.

## Notoriété personnelle

### L'Empire de la Basse Chesnaie
Il crée le 2 décembre 1996 une micronation indépendante dans la commune de Saint-Thual, l'« Empire de la Basse Chesnaie » dont il est l'empereur,. Il règne sous le nom de Frank-Marc Ier.

### Reconstitutions historiques

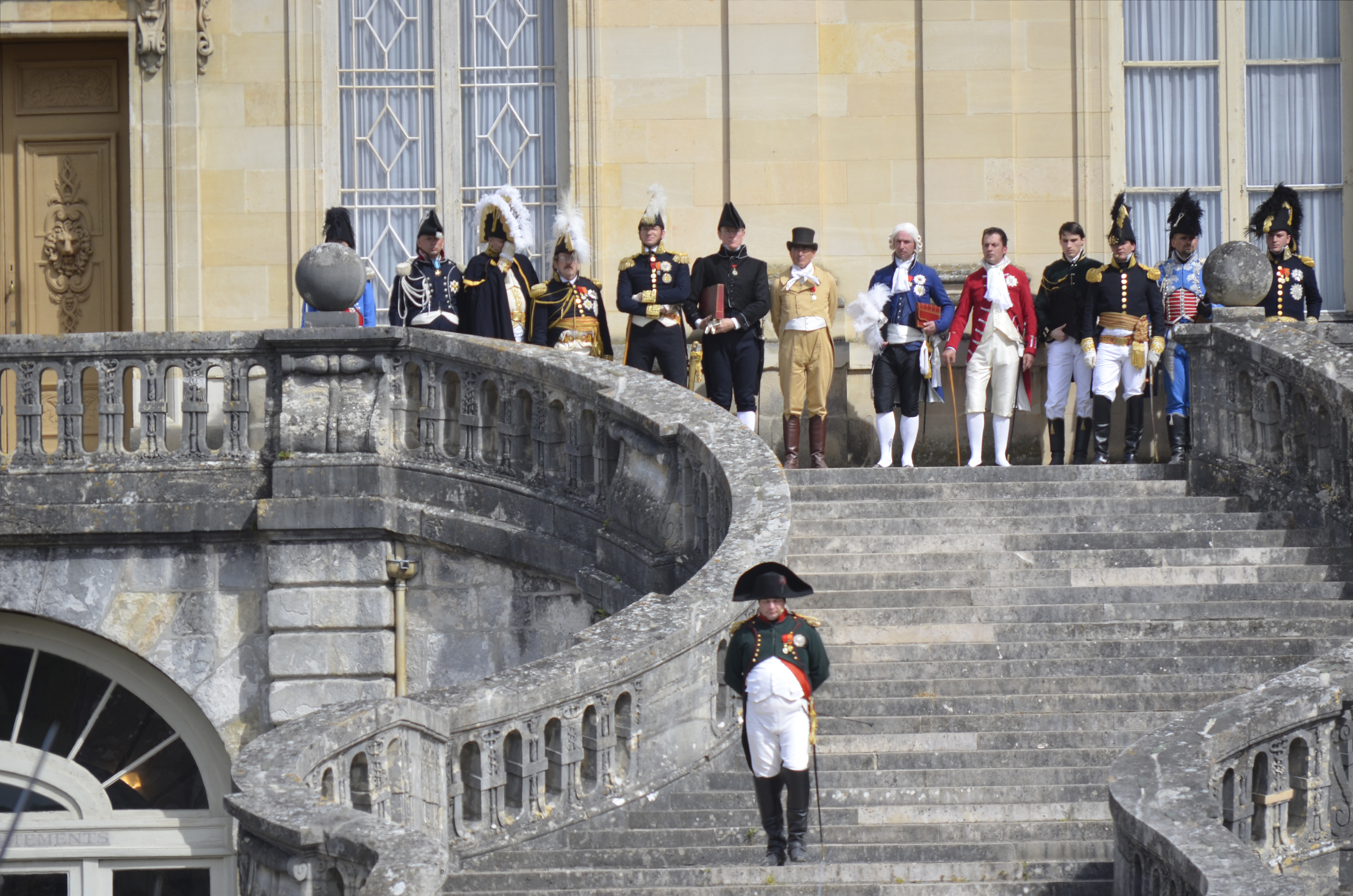
Reconstitution lors du bicentenaire des Adieux de Napoléon à Fontainebleau, le 20 avril 2014. Frank Samson incarne l'Empereur lors de sa première abdication.

Depuis 2005, Frank Samson s'est spécialisé dans l'incarnation du personnage de Napoléon Ier lors de reconstitutions historiques,,,,,,,,,,,,,,.
Il a décidé de cesser cette activité en juillet 2015, après la célébration des bicentenaires de la bataille de Waterloo et de l'embarquement pour l'île d'Aix.
Il s'intéresse également aux uniformes et aux décorations de l'Europe de XiXe siècle, en particulier du Premier Empire,,. 

### Autres
Il est président, de 1999 au 11 mai 2019, du Centre international de plongée des Glénan (Finistère) et instructeur de plongée (Professional Association of Diving Instructors - PADI) depuis 2012 (Master Instructor en 2019), instructeur IANTD, TDI, ADIP & CMAS.

Il est le président-fondateur le 28 janvier 2019 d'une association orientée vers les activités nautiques spécifiques à la plongée-sous marine technique (APIT-MOL ; Association des Plongeurs Impériaux Techniques - Mer-Océan-Lac), déclarée en préfecture du Finistère sous le n°W294010864. Cette structure associative a pour vocation de favoriser et d'organiser la plongée sous-marine technique (usage de gaz Nitrox, Trimix et appareils Recycleur).

Il est conseiller municipal de la commune de Saint-Thual depuis 2002 (réélu en 2008, 2014 et 2020).

## Décorations
- Chevalier dans l'ordre du Mérite maritime (16 août 2013)[37]
- Chevalier dans l'ordre de Léopold II de Belgique[41] (12 janvier 2015)
- Médaille de la jeunesse, des sports et de l'engagement associatif, argent (1er janvier 2017)

## Ouvrages
- Frank Samson et Xavier Morin, Guide de combat anti-PV, Paris, Jacques Grancher, 1993 (ISBN 978-2-7339-0414-5).
- Frank Samson et Xavier Morin, Guide de combat anti-État, Paris, Jacques Grancher, 1995 (ISBN 978-2-7339-0464-0).
- Frank Samson et Xavier Morin, L'anti-PV 2000. Contraventions. Excès de vitesse. Retrait de points. Suspension de permis – Stop, Paris, Jacques Grancher, 1999 (ISBN 978-2-7339-0633-0)[42].
- Frank Samson, Olivier Bernis, Philippe Aquilon et François-Xavier Basse, Auto Plus, Défendez vos droits !, Paris, Télémaque, 2005, 127 p. (ISBN 978-2-7533-0010-1).